# Puerto Pailas

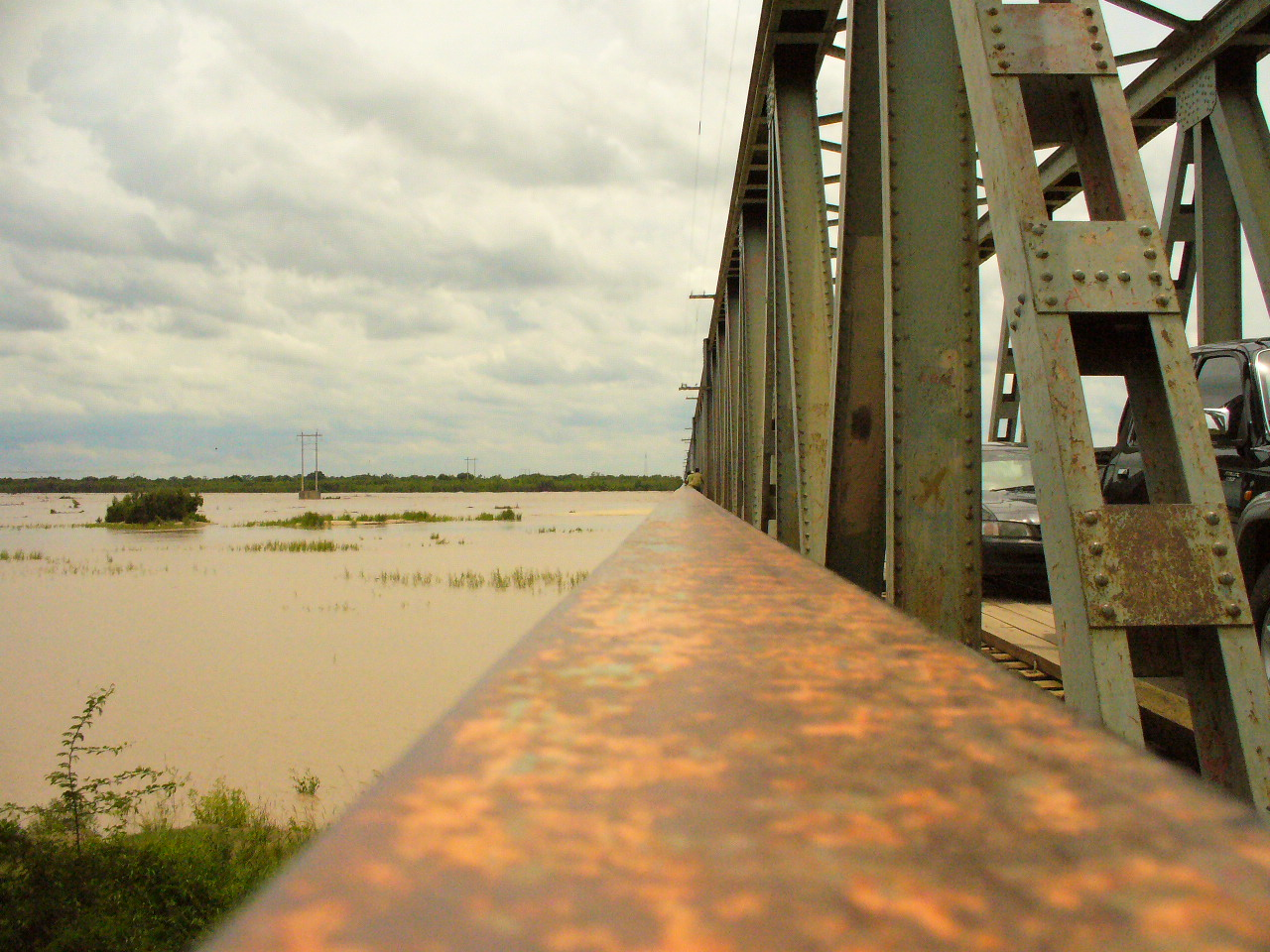
Puente Pallas, Puerto Pallas, Bolivia

Puerto Pailas es una localidad de Bolivia, ubicada en las tierras bajas del país. Administrativamente forma parte del municipio de Cotoca de la provincia Andrés Ibáñez en el departamento de Santa Cruz.

## Ubicación
Puerto Pailas forma parte del municipio de Cotoca en la provincia de Andrés Ibáñez. Se encuentra a 297 metros sobre el nivel del mar en la orilla oeste del río Grande, uno de los ríos más largos del este de ese país. El río cuenta con un ancho de 1.200 metros en Puerto Pailas y es cruzado por un puente.

## Transporte
Puerto Pailas está ubicado a 47 kilómetros al noreste de la capital departamental de Santa Cruz. Desde allí, la Ruta 4/Ruta 9 viaja hacia el este por Cotoca y luego va hasta Puerto Pailas, en donde cruza el río Grande hasta Pailón en la orilla este. Desde Pailón, la Ruta 4 sigue hacia el este por unos 600 kilómetros hasta Puerto Suárez en la frontera con Brasil, mientras que la Ruta 9 va hacia el norte 1175 kilómetros hasta Guayaramerín, la frontera del departamento del Beni también con Brasil.
También se puede llegar al pueblo de Montero Hoyos desde Puerto Pailas, tomando un desvío al noroeste de la ruta principal.

## Demografía
La población del lugar se ha incrementado sustancialmente en las últimas décadas. El pueblo contaba con 1.621 habitantes según el censo de 1992,  más del doble con 2.301 en el censo de 2001, y actualmente cuenta con una población estimada de 3.141 habitantes.

Debido a la inmigración desde el occidente del país, el 17,8 por ciento de la población de Puerto Pailas habla Quechua.